# Beziehungen zwischen Haiti und den Vereinigten Staaten
Die Beziehungen zwischen Haiti und den Vereinigten Staaten beschreiben das bilaterale Verhältnis zwischen der Republik Haiti und den Vereinigten Staaten von Amerika.
Nachdem Haiti im Jahr 1804 die Unabhängigkeit von Frankreich erlangt und die Sklaverei abgeschafft hatte, dauerte es über ein halbes Jahrhundert, bis die Vereinigten Staaten in der Amtszeit von Präsident Abraham Lincoln (1861 bis 1865) Haiti als Staat anerkannten.
Die geographische Lage Haitis an der strategisch wichtigen Windward-Passage mit der Nähe zu den Vereinigten Staaten ergab immer wieder militärische Begehrlichkeiten und entsprechendes Vorgehen der Vereinigten Staaten in Haiti. Zeitweise nutzten die Vereinigten Staaten Haiti als Gegengewicht im Konflikt mit Kuba.
Wirtschaftlich nutzten die Vereinigten Staaten Haitis Bodenschätze und günstigen Arbeitskraftkapazitäten und kontrollierten das Finanzwesen des Landes. Für Haiti ergaben sich daraus wichtige Exportmöglichkeiten und die Stabilisierung des Bankensektors.
Als problematisch erwies sich im 20. Jahrhundert Haitis Rolle im Drogenhandel von Süd- nach Nordamerika.
Der Migrationswille von Haitianern in Richtung Vereinigte Staaten ist hoch und führte im Zeitablauf zur Bildung größerer haitianischer Gemeinschaften in vielen Städten Nordamerikas.
Meinungsumfragen unter Haitianern haben ergaben, dass bei ihnen die Vereinigten Staaten insgesamt Zustimmung finden. Laut einer Gallup-Umfrage aus dem Jahr 2011 stimmten 67 Prozent der Haitianer der US-Führung zu, 25 Prozent lehnten sie ab und 8 Prozent waren sich unsicher. Das Ergebnis ist der höchste Zustimmungswert für ein befragtes Land in Nord-, Mittel- und Südamerika sowie der Karibik.

## Geschichte

### 19. Jahrhundert

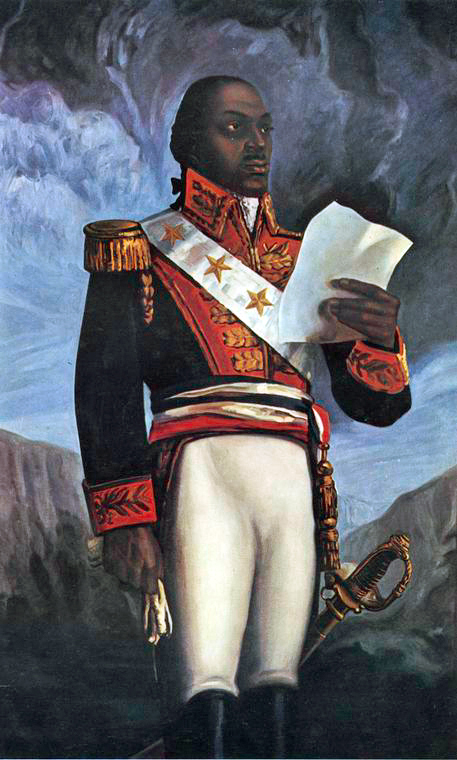
Toussaint Louverture.(Ölgemälde, 19. Jahrhundert)

Bereits vor der Unabhängigkeit Haitis unterstützten amerikanische Föderalisten wie der Finanzminister Alexander Hamilton den Kampf von Toussaint Louverture gegen die Kolonialmacht Frankreich. Hamilton brachte auch Vorschläge zur Gestaltung der ersten haitianischen Verfassung ein. Als Haiti im Jahr 1804 der erste unabhängige Staat der westlichen Hemisphäre mit einer mehrheitlich schwarzen Bevölkerung wurde, drängte Hamilton auf engere wirtschaftliche und diplomatische Beziehungen.

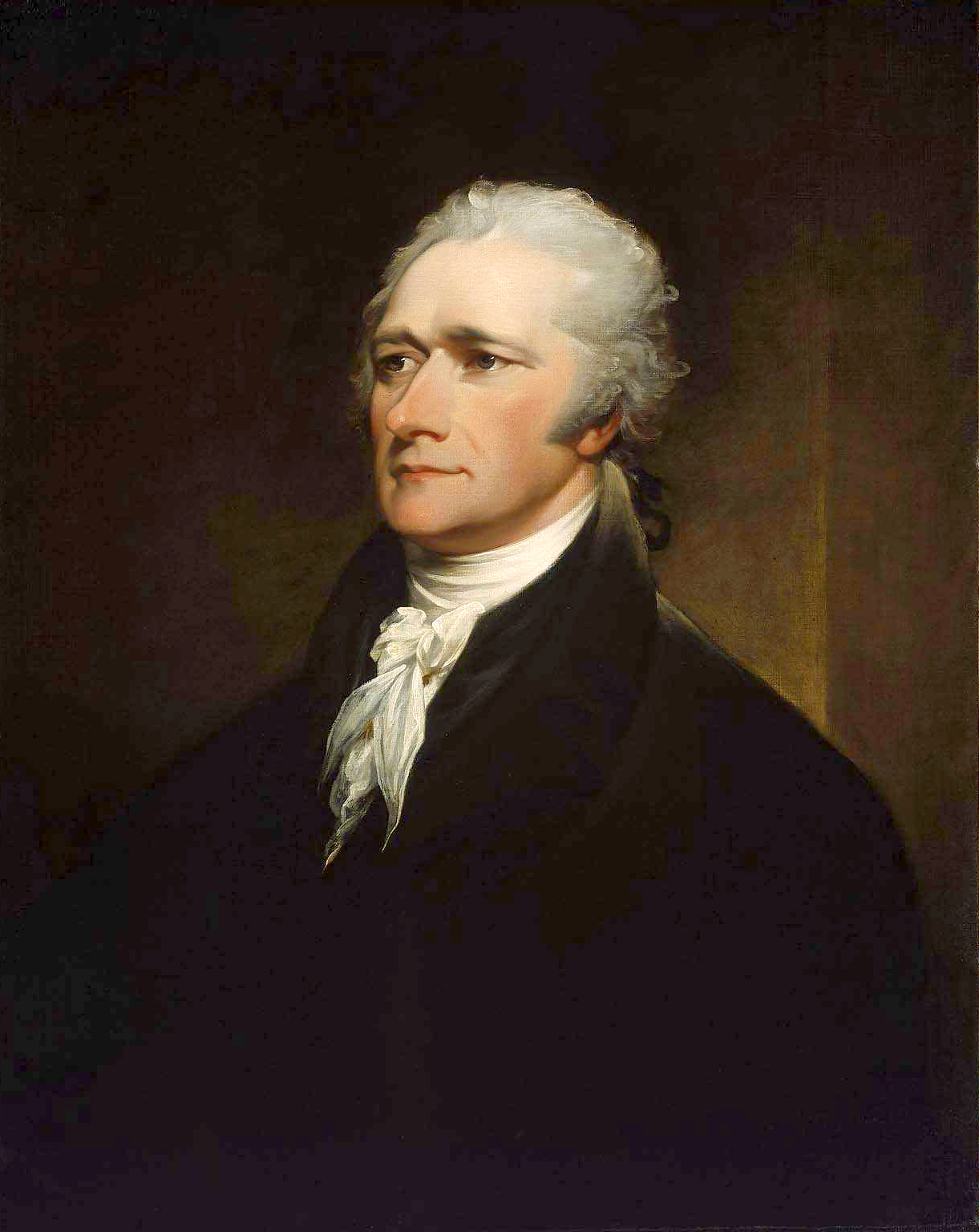
Alexander Hamilton (Ölgemälde, 1806)

Hamilton und Außenminister Pickering überzeugten Präsident Adams, von 1799 bis 1800 einen Konsul der Vereinigten Staaten in die Kolonie Saint-Domingue zu entsenden. Konsul Stevens erhielt die Weisung, eine Beziehung zu dem Freiheitskämpfer Toussaint Louverture aufzubauen und amerikanische Unterstützung für seine Ziele zu bekunden. Das Bestreben der amerikanischen Regierung, die haitianische Unabhängigkeit zu unterstützen, scheiterte, da Toussiant Louverture noch nicht mit der französischen Kolonialmacht brechen wollte. Auch die Unterdrückung der von der Kolonie aus operierenden Freibeuter, der Schutz von Leben und Eigentum der dort ansässigen Amerikaner und das Recht amerikanischer Schiffe, Häfen in Saint-Domingue anzulaufen, waren konkrete Anliegen des Konsuls.
Nachdem Jefferson, ein Sklavenhalter aus Virginia, die Präsidentschaftswahl in den Vereinigten Staaten im Jahr 1800 gewonnen hatte, bemühte er sich um gute Beziehungen zu der Regierung von Napoleon Bonaparte. Entsprechend änderte sich die Haltung gegenüber Haiti umfassend. Die Anerkennung der Unabhängigkeit Haitis durch die Vereinigten Staaten wurde verzögert. Schließlich erkannten die Vereinigten Staaten Haiti als unabhängigen Staat erst am 12. Juli 1862 an und entsandten einen Botschafter.
US-Präsident Andrew Johnson (im Amt 1865 bis 1869) hegte Überlegungen, die Insel Hispaniola zu annektieren, um den amerikanischen Einfluss in der Karibik zu sichern und zu erweitern.
Die US-Marine entsandte zwischen 1857 und 1913 neunzehnmal Schiffe nach Haiti, um „Leben und Eigentum von Amerikanern zu schützen“, wie es hieß. Ein Beispiel für die häufigen Zwischenfälle ist die Affäre um die Môle-Saint-Nicolas im Jahr 1889.

### Amerikanische Besetzung Haitis 1915 bis 1934

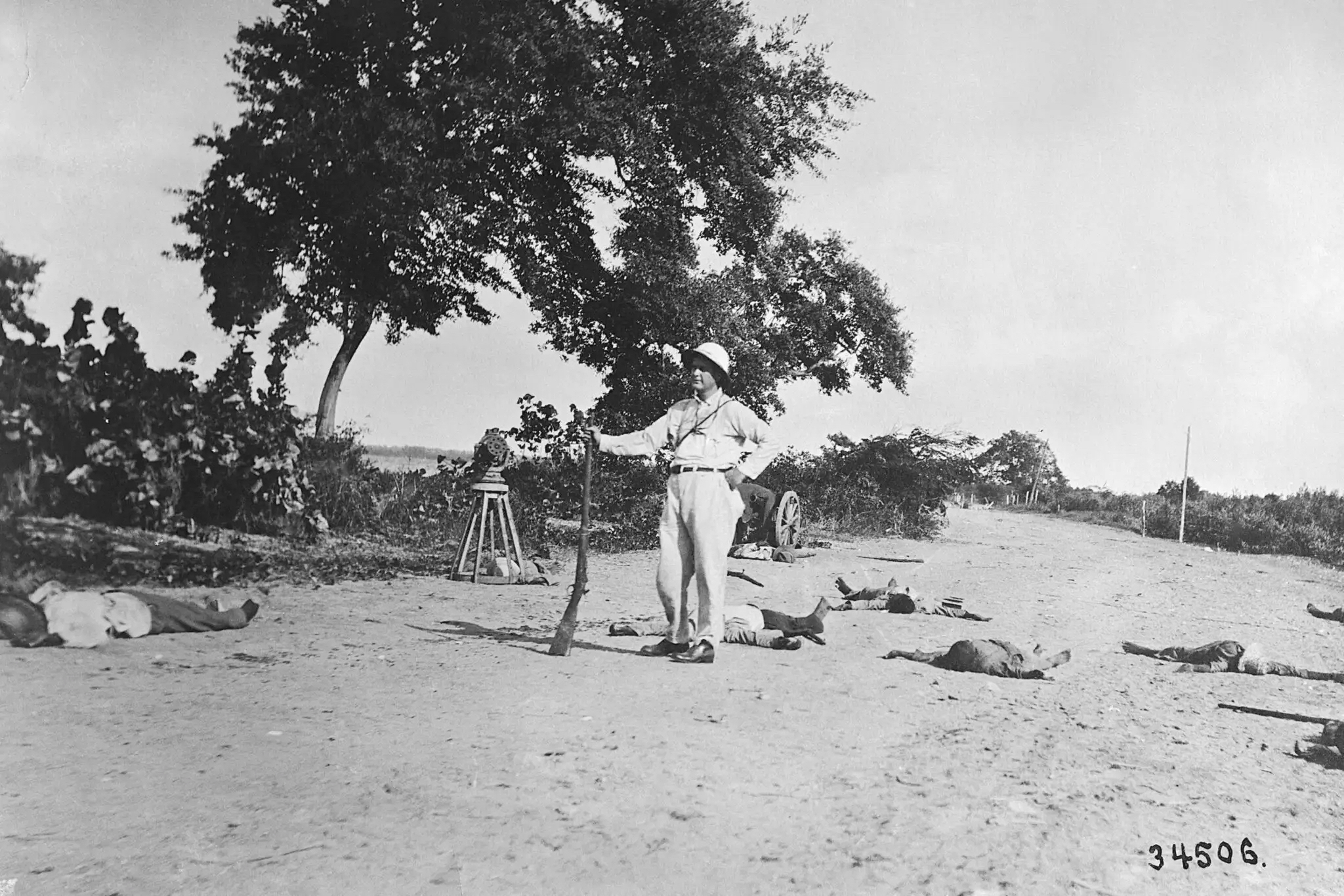
Ein US-Offizier posiert mit gefallenen haitianischen Widerstandskämpfern (2015)

Die haitianische Verfassung untersagte es Ausländern, Land zu besitzen oder in Haiti geschäftlich tätig zu sein. Wegen innerer wirtschaftlicher Probleme in Haiti hatten die Vereinigten Staaten jedoch faktisch die Kontrolle über das Finanzwesen des Landes erlangt und große Geldbeträge bei der City Bank of New York thesauriert. Um die Unsicherheiten, die sich aus der innenpolitischen Lage Haitis ergaben, auszuräumen, besetzten die Vereinigten Staaten schließlich im Jahr 1915 das Land und übernahmen unter Beibehaltung einer Marionettenregierung faktisch dessen Geschicke.
Ein weiterer Grund für die Besetzung war der Erste Weltkrieg (1914 bis 1918), in dessen Verlauf es als strategischer Vorteil angesehen wurde, eine der wesentlichen Schifffahrtsrouten auf dem Weg zum Panamakanal zu kontrollieren.

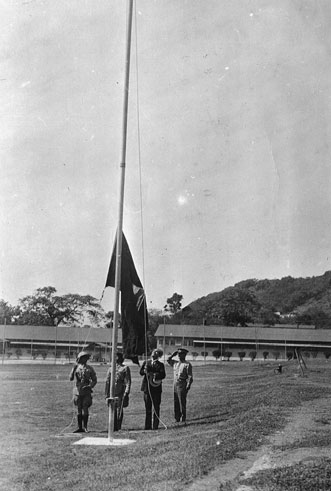
Die Flagge Haitis wird in Cap Haitien wieder gesetzt (1934)

Die Verfassung wurde umgeschrieben und das Land für ausländisches geschäftliches Engagement geöffnet. Die Besetzung war mit dem Selbstverständnis der Bevölkerung Haitis und der Unabhängigkeit des Landes nicht vereinbar. Schließlich vereinigten sich die Haitianer im Widerstand gegen die US-Besatzung und die US-Streitkräfte zogen im Jahr 1934 ab. Der 21. August 1934 wurde in Haiti als „zweiter Unabhängigkeitstag“ gefeiert.

### Erneute Unabhängigkeit Haitis und Ost-West Gegensatz (1935 bis 1989)
Die Amerikaner hinterließen Haiti in geordneten Verhältnissen. Die Infrastruktur hatte deutliche Verbesserungen erfahren, eine Polizeitruppe war aufgebaut worden und die Wirtschaft florierte. Das Verhältnis zwischen dem haitianischen Präsidenten Vincent und seinem amerikanischen Gegenüber Roosevelt war gut, da letzterer für den Abzug seiner Truppen gesorgt hatte. Das Verhältnis trübte sich jedoch ein, als Vincent im Laufe der Jahre seine Präsidentschaft bis zu deren Ende im Jahr 1941 mehr und mehr in eine Diktatur umwandelte.
Vincents Nachfolger Lescot erklärte im Jahr 1941 den Achsenmächten an der Seite der Vereinigten Staaten den Krieg. Die Rolle Haitis im Zweiten Weltkrieg beschränkte sich darauf, Rohstoffe an die Vereinigten Staaten zu liefern und einer Einheit der US-Küstenwache einen Stützpunkt zu stellen.
Im Jahr 1957 wurde François Duvalier Präsident Haitis. Er regierte diktatorisch bis zu seinem Tod im Jahr 1971 und ihm folgte sein Sohn Jean-Claude Duvalier. Die Duvaliers waren entschieden antikommunistisch und stellten während des Kalten Krieges ein Gegengewicht zum kommunistischen Kuba dar. Die Regierung des amerikanischen Präsidenten Reagan zwang Jean-Claude Duvalier im Jahr 1986, das Land zu verlassen. Es folgte eine repressive Militärdiktatur, was dazu führte, dass Reagan Hilfen für Haiti einstellte. Auch die Regierung von Präsident George W. Bush verhängte ein Embargo gegen Haiti und setzte alle Hilfen außer humanitären Maßnahmen aus.
Importe von subventioniertem US-amerikanischen Produkten in den 1980er und 1990er Jahren waren ein wesentlicher negativer Faktor für die Ernährungssicherung in Haiti. Sie führten unter anderem zu der Verdrängung der Kleinproduktion von Reis. Zeitgleich erfolgte die Förderung von Kaffee- und Mangoplantagen durch Gelder der US-amerikanischen Entwicklungszusammenarbeit. Ein komparativer Kostenvorteil in diesem Sektor legte die Maßnahmen nahe, aber die generierten Einkommen erwiesen sich als nicht hinreichend für eine importbasierte Sicherung der Ernährung. Nach dem Erdbeben des Jahres 2010 entschuldigte sich Bill Clinton, in dessen Amtszeit Haitis Reisanbau zum Erliegen gekommen war, für die Vorgehensweise und übernahm die Verantwortung für die in Haiti damit verursachte negative Entwicklung.

### Krisen, Interventionen und Hilfsmaßnahmen seit 1990

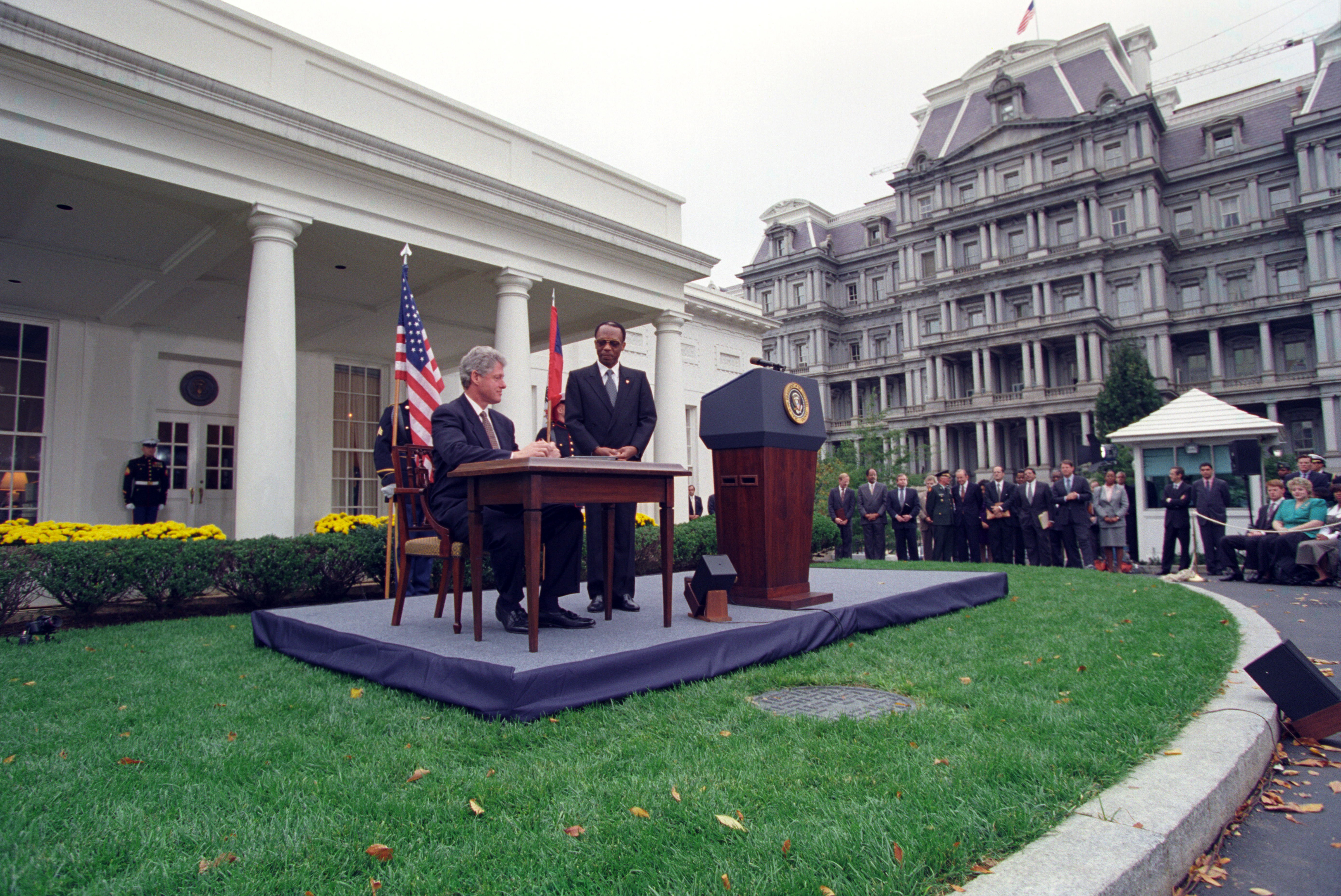
Die Präsidenten Clinton und Aristide in Washington (1994)

Im Jahr 1990 wurde Jean-Bertrand Aristide zum Präsidenten Haitis gewählt. Nach sieben Monaten wurde er durch einen Militärputsch gestürzt. Die Regierung des amerikanischen Präsidenten Clinton verhängte 1993 eine Wirtschaftsblockade gegen Haiti, die das Land schwer traf und die Bevölkerung weiter verarmen ließ. Im Jahr 1994 fand schließlich eine militärische Intervention statt, um Aristide wieder an die Macht zu bringen. Die Intervention wurde von den Vereinigten Staaten geführt und basierte auf einer Resolution der Sicherheitsrats der Vereinten Nationen.
Aufgrund von Bedenken wegen der unter Aristide ausufernden Korruption reduzierten die Vereinigten Staaten über die Jahre seiner Amtszeit ihre Hilfsmaßnahmen für Haiti. Sie sorgten im Jahr 2004 dafür, dass Aristide ins Exil ging. Aristide warf den Vereinigten Staaten daraufhin vor, ihn mit einem Staatsstreich entmachtet zu haben.
Nachdem Präsident Préval Nachfolger von Aristide geworden war, nahmen die Vereinigten Staaten ihre Hilfe für Haiti wieder auf. Sie betrug in den Jahren bis 2005 insgesamt 1,5 Milliarden US-Dollar.

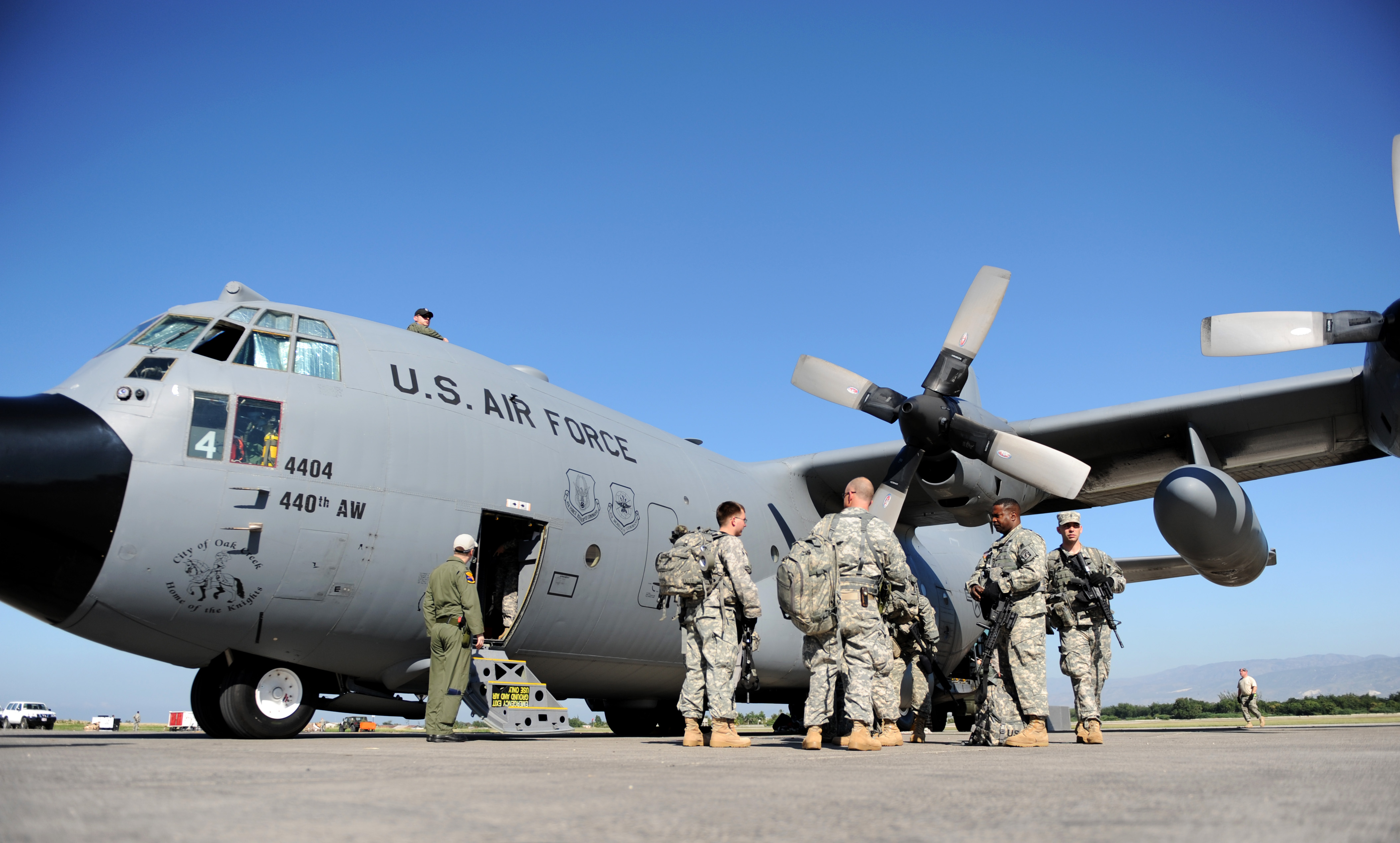
US-Transportflugzeug der Operation Unified Response

Das starke Erdbeben in Haiti vom 12. Januar 2010 wurde von den Vereinigten Staaten als Katastrophenfall angesehen. Die United States Agency for International Development (USAID) übernahm die Federführung der amerikanischen Hilfsmaßnahmen. Die Regierung in Washington richtete ferner einen behördenübergreifenden Krisenstab ein, um die Such- und Rettungsmaßnahmen, die logistische und infrastrukturelle Unterstützung, die Bereitstellung von Hilfe und die Durchführung von Bedarfsanalysen zu koordinieren.
Der frühere amerikanische Präsident Clinton wurde vom Generalsekretär der Vereinten Nationen, Ban Ki Moon, zum Koordinator der internationalen Hilfsmaßnahmen für Haiti bis hin zum Wiederaufbau berufen. Er machte sich bei einem Kurzbesuch in Port-au-Prince am 5. Februar 2010 selbst ein Bild von der Lage.
Das amerikanische Department of Homeland Security setzte nach dem Erdbeben zeitweise Deportationen von illegal eingereisten Haitianern aus und gewährte ihnen eine vorübergehende Duldung des Aufenthalts in den Vereinigten Staaten von 18 Monaten.

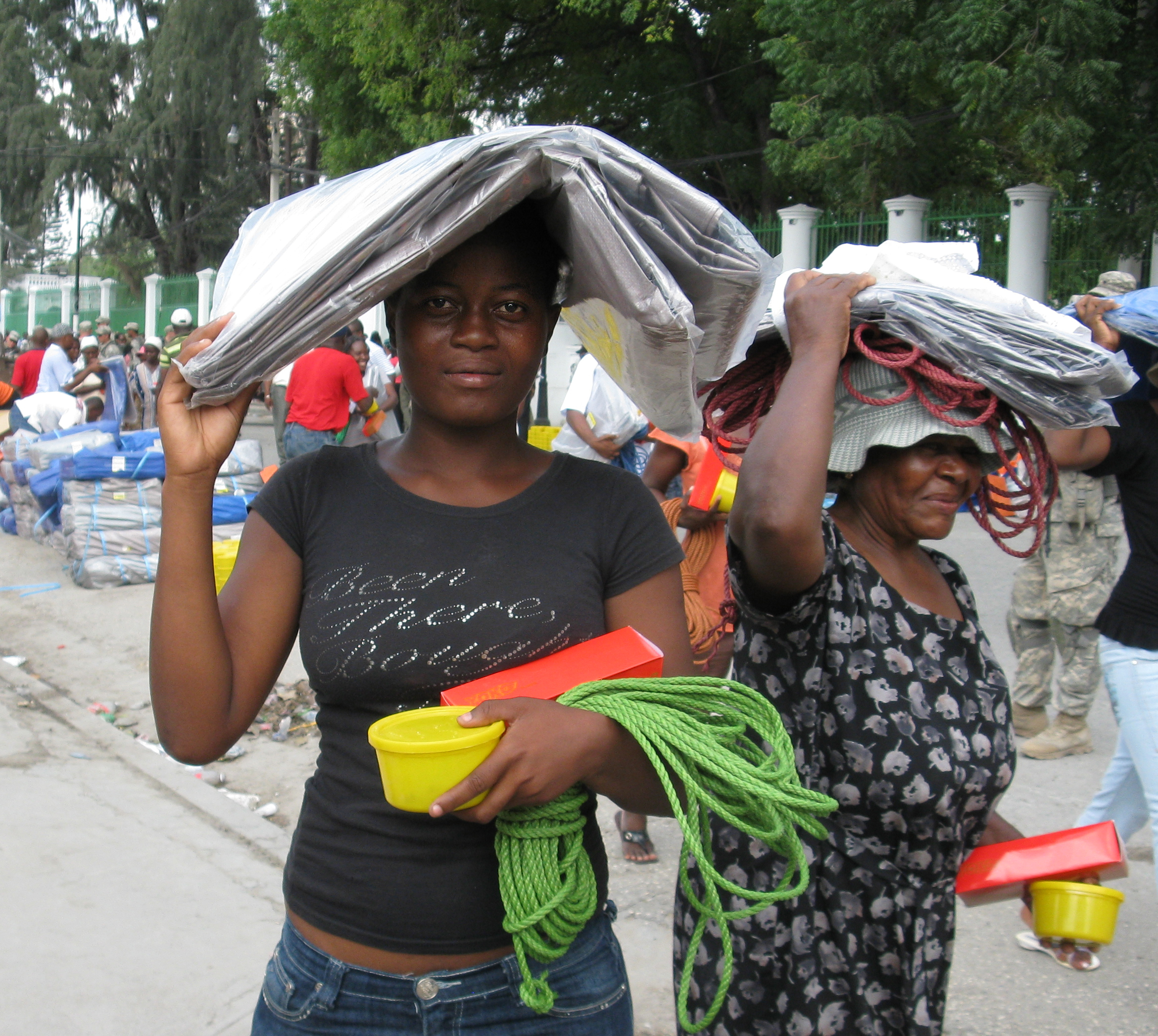
Haitianerinnen mit USAID-Hilfslieferungen nach dem Erdbeben von 2010

Das Verteidigungsministerium der Vereinigten Staaten beauftragte U.S. Southern Command (SOUTHCOM) mit der Durchführung einer Hilfsoperation (Operation Unified Response). Im Februar 2010 befanden sich über 20.000 Angehörige der US-Streitkräfte in Haiti und vor dessen Küste. 26 Schiffe der Marine und der Küstenwache, 68 Hubschrauber und mehr als 50 Flugzeuge transportierten Nachschub, Hilfs- und Rettungspersonal und Verletzte. Die US-Luftwaffe übernahm zeitweise den Betrieb des Flughafens Port-au-Prince, dessen Luftsicherungsanlagen zerstört waren.

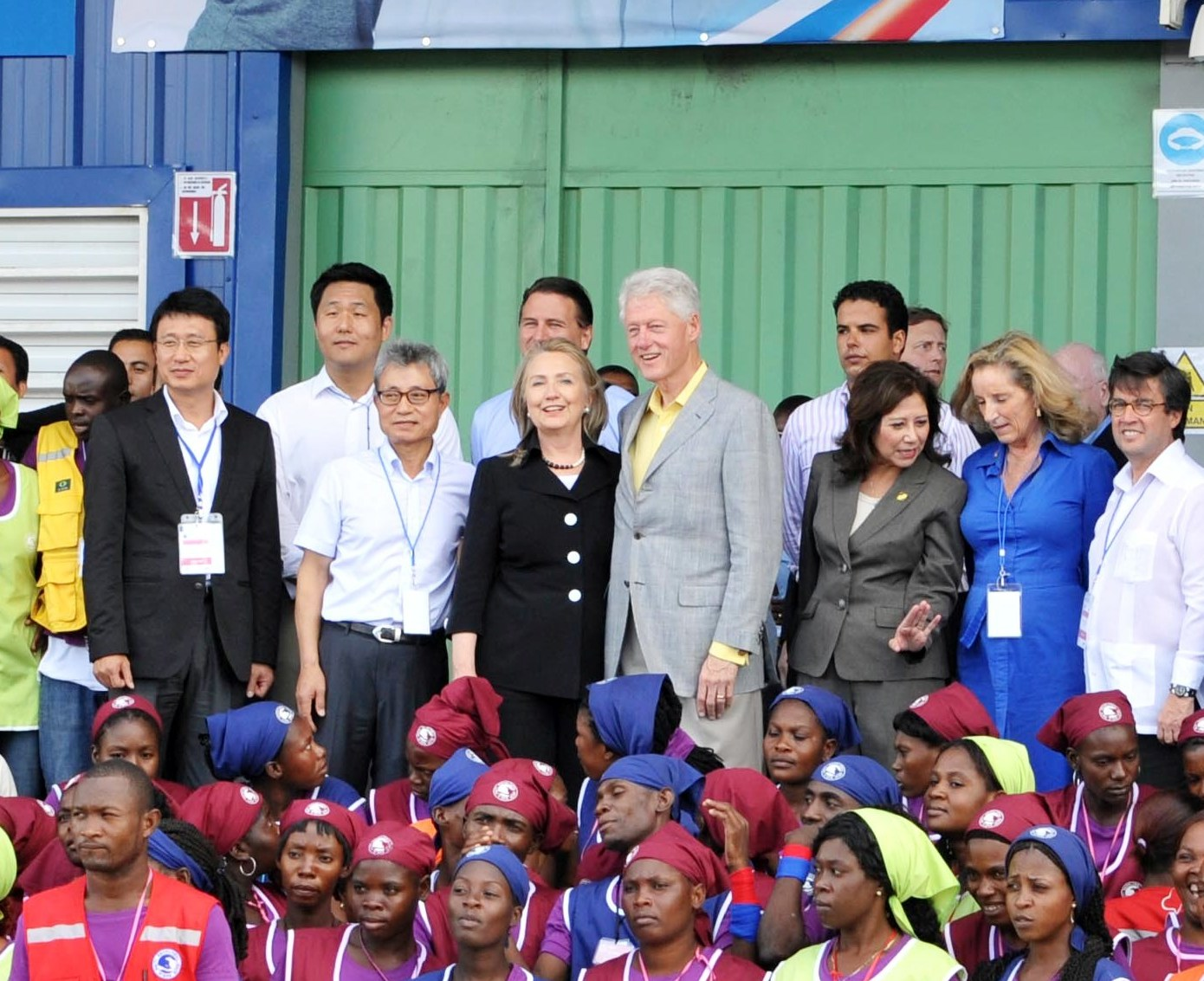
Außenministerin Hillary Clinton mit ihrem Mann Bill bei der Eröffnung des Caracol-Industrieparks 2012

Im Mai 2010 wurde in den Vereinigten Staaten das Haiti Economic Lift Program (HELP) Gesetz, mit dem Vorzugszölle für in Haiti veredelte Textilien gewährt werden. Im Jahr 2012 unternahm die Regierung der Vereinigten Staaten den Versuch, im äußersten Nordosten von Haiti, in der Gemeinde Caracol, einen Industriepark zu errichten. Angesichts der Krise in Haiti seit 2018 sahen sich Betriebe genötigt, zu schließen, da weder Zulieferungen von Vorprodukten noch Auslieferungen fertiger Waren möglich waren.
Der amerikanische Präsident Trump sagte nach einer Meldung der Washington Post am 11. Januar 2018 in einer Diskussion über die Zuwanderung aus Haiti und anderen Ländern: „Warum kommen all diese Menschen aus Dreckslochländern zu uns?“ („Why are we having all these people from shithole countries come here?“) Ein Sprecher der Vereinten Nationen verurteilte diese Aussage als „rassistisch“. Nach heftigen Protesten in den Straßen von Port-au-Prince wurde die Botschaft der Vereinigten Staaten am 23. Januar 2018 vorübergehend geschlossen.

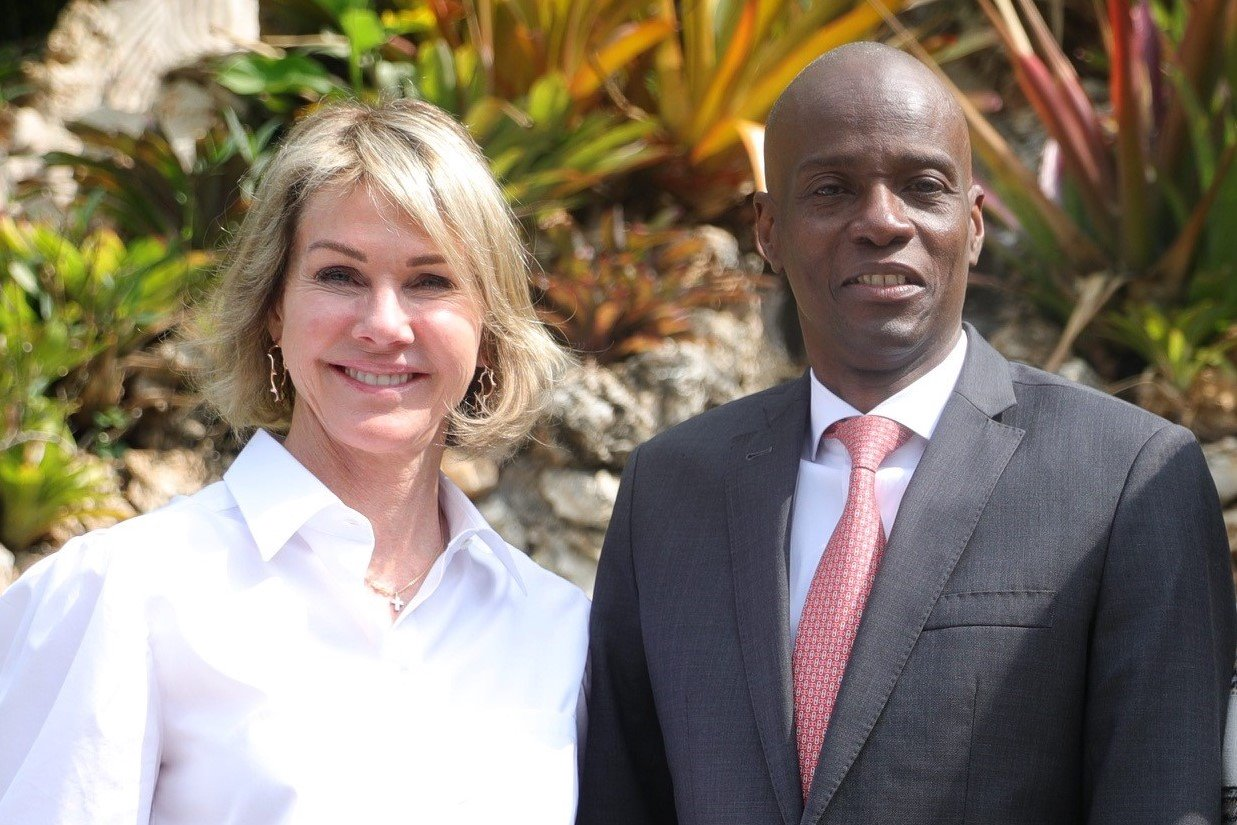
Die amerikanische UN-Botschafterin mit Präsident Moïse

Im November 2019 traf die US-Botschafterin bei den Vereinten Nationen mit dem haitianischen Präsidenten Moïse in der haitianischen Hauptstadt zusammen, um zu erörtern, wie eine einvernehmliche Lösung der politischen Krise in Haiti durch einen breiten Dialog erreicht werden könne. Sie forderte die haitianische Regierung auf, die Korruption zu bekämpfen, gegen Menschenrechtsverletzer zu ermitteln und sie strafrechtlich zu verfolgen sowie Drogen- und Menschenhandel zu bekämpfen.
Angesichts der weiter um sich greifenden Bandenkriminalität in Haiti forderte das Außenministerium der Vereinigten Staaten im Juli 2023 seine Staatsbürger auf, Haiti aus Sicherheitsgründen zu verlassen.
Der ehemalige Botschafter Haitis in Washington, Paul Altidor, vertrat im Februar 2025 die Meinung, dass die Rückkehr von Präsident Trump in das Weiße Haus die bereits stattfindenden Veränderungen in der amerikanischen Gesellschaft beschleunigte, was sich direkt auf die haitianisch-amerikanischen Beziehungen auswirkte. Eine Neudefinition dieser Beziehungen sei notwendig. Die Abhängigkeit Haitis von den USA habe ein kritisches Niveau erreicht. Haiti müsse aus seinem passiven Beobachterstatus heraustreten und eine aktive Rolle bei der Gestaltung seiner Beziehungen zu Washington übernehmen. Eine Diversifizierung der internationalen Partnerschaften sei dringend angezeigt.
Am 26. März 2025 traf der Präsident des Übergangsrats Haitis, Fritz Alphonse Jean, als de facto Staatsoberhaupt seines Landes den amerikanischen Außenminister Marco Rubio während dessen Antrittsreise in die Karibik in Jamaika.
Der haitianische Premierminister Alix Didier Fils-Aimé reiste am 11. Juli 2025 zu einem offiziellen Besuch in die Vereinigten Staaten, um Fragen der Verbesserung der Sicherheitslage in Haiti, der Ankurbelung der nationalen Wirtschaft und der Unterstützung eines künftigen Wahlprozesses zu erörtern. Nach Rückkehr zog er eine positive Bilanz seiner Gespräche. Er hatte eine Reihe von Senatoren und Abgeordneten des Repräsentantenhauses getroffen, war in der Regierung auf Ebene eines Unterstaatssekretärs empfangen worden und hatte bei der OAS vorgesprochen.

## Entwicklungszusammenarbeit der Vereinigten Staaten mit Haiti

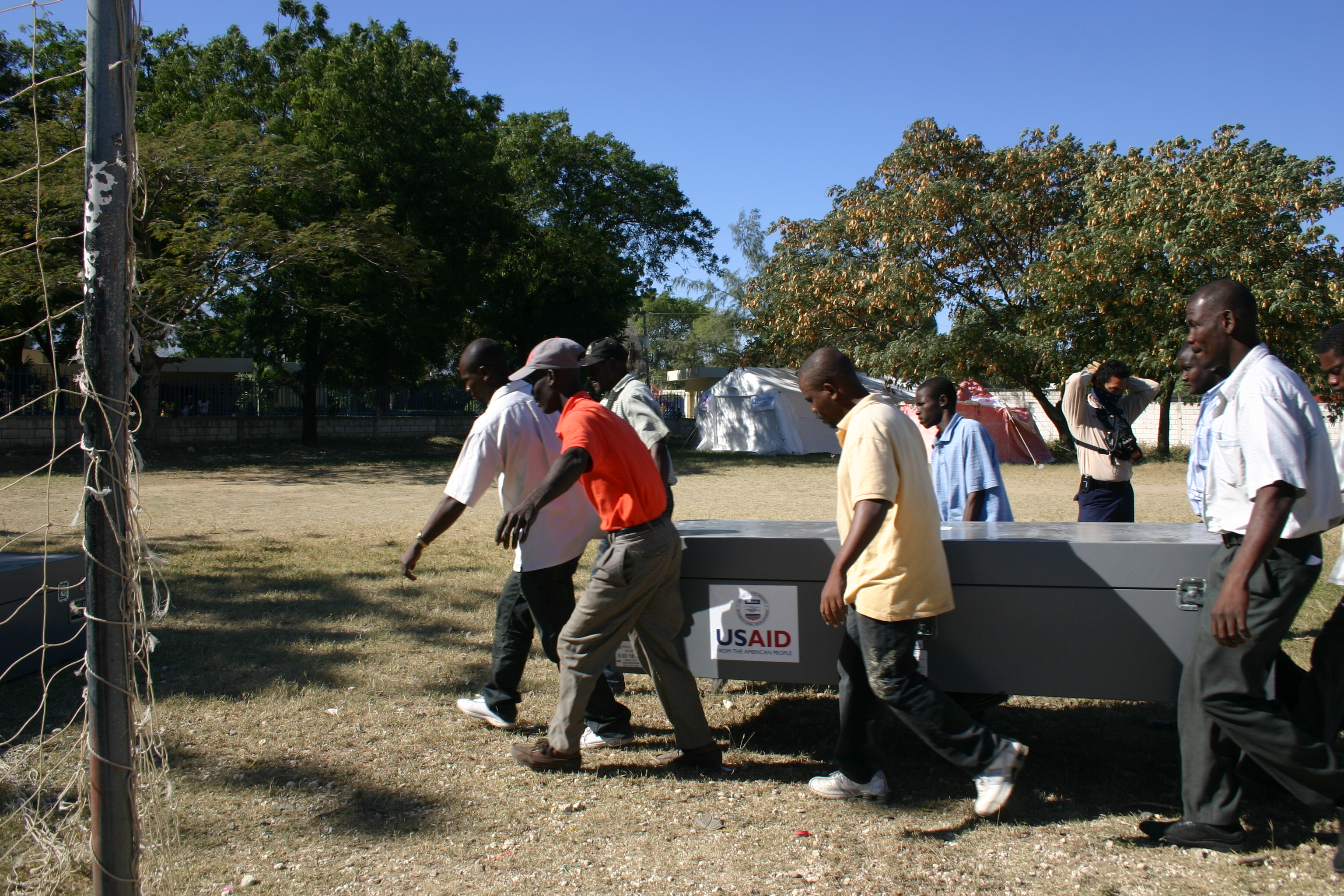
USAID Hilfslieferung für ein Waisenhaus in Haiti

Die Vereinigten Staaten sind seit 1973 der größte Geber der Entwicklungszusammenarbeit mit Haiti. Zwischen dem Haushaltsjahr 1995 und dem Haushaltsjahr 2003 wurden mehr als 850 Millionen Dollar an Hilfe bereitgestellt. Seit 2004 haben die USA mehr als 600 Millionen Dollar für die Verbesserung der Regierungsführung, die Sicherheit, die Rechtsstaatlichkeit, die wirtschaftliche Erholung und kritische menschliche Bedürfnisse verausgabt. Einige Experten haben jedoch den Charakter der US-Hilfe für Haiti kritisiert. Häufig sei die US-Hilfe an Bedingungen geknüpft worden, die von den politischen Zielen der USA bestimmt wurden, nicht von haitianischen Institutionen.
Die Hilfe nichtstaatlicher Organisationen aus den Vereinigten Staaten wird vor allem von Einrichtungen der christlichen Kirche getragen und ist beträchtlich.
Im Jahr 2024 leisteten die Vereinigten Staaten Entwicklungshilfe in Haiti im Wert von 470 Millionen US-Dollar. Wesentliche Bereiche, die von Projekten gefördert wurden, waren das Gesundheitswesen, das Bildungswesen, die Regierungsführung und die Sicherheitsorgane, hier vor allem die Police Nationale d’Haïti (PNH).

## Haitianische Migration in die Vereinigten Staaten

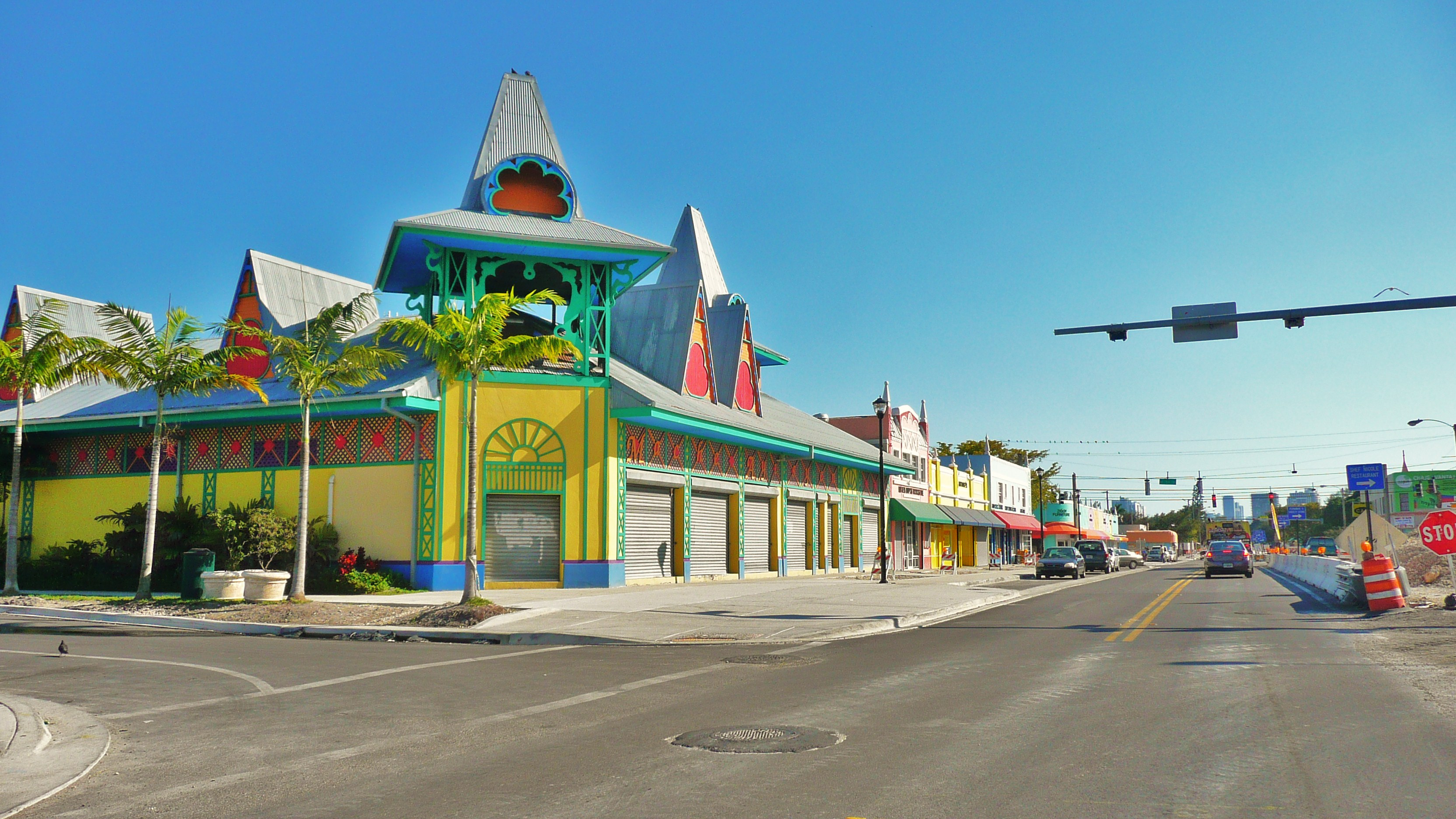
Little Haiti, Miami

Die Verfolgung von Oppositionellen unter den Präsidentschaften der Duvaliers in Haiti und Unruhen nach häufigen Militärputschen führte zu vermehrter Migration von Haitianern in Richtung Vereinigte Staaten.
In vielen amerikanischen Städten haben sich haitianische Gemeinschaften gebildet, die kulturell, sprachlich und gesellschaftlich an ihrem Herkunftsland festhalten. Ein prägnantes Beispiel ist der Stadtteil „Little Haiti“ in Miami.

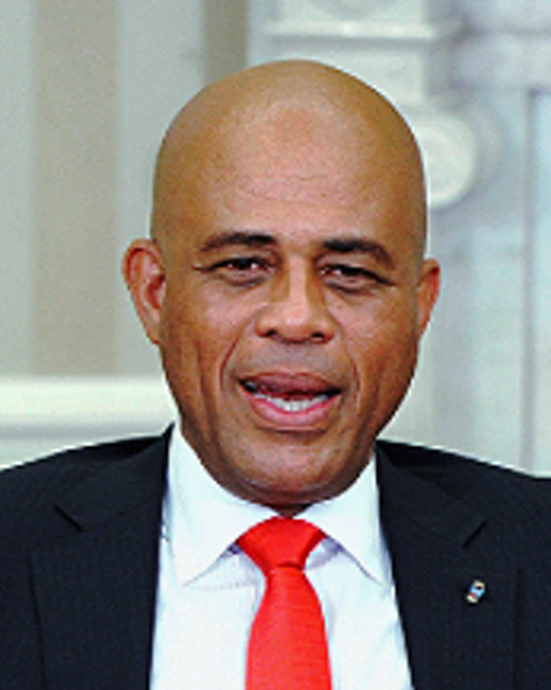
Michel Martelly, genannt „Sweet Micky“

Bekannte haitianische Persönlichkeiten kamen in ihre Heimat zurück, nachdem sie es in den Vereinigten Staaten zu Ruhm und Wohlstand gebracht hatten, oder auch nur Ausbildung erfahren und Lebenserfahrung gesammelt hatten. Beispielhaft ist Präsident Martelly zu nennen, der nach mehreren Aufenthalten in den Vereinigten Staaten als Musiker bekannt war und seine Popularität als „Sweet Micky“ in politisches Kapital ummünzen konnte.
Die illegale Migration blieb ein latentes Problem. Haitianer nahmen den Weg über Mittelamerika Richtung Texas oder versuchten, auf dem Seeweg in die Vereinigten Staaten zu gelangen, woran sie von der US Coast Guard zumeist gehindert wurden.
Im amerikanischen Präsidentschaftswahlkampf des Jahres 2024 führte das Thema zu einer Kontroverse, als Donald Trump in einem Fernsehduell behauptete, Immigranten aus Haiti würden in Ohio die Haustiere ihrer Nachbarn verzehren. Die Haustierverzehr-Lüge belastete das bilaterale Verhältnis nachhaltig. Am 26. September 2024 sprach das amtierende Staatsoberhaupt Haitis, Edgard Leblanc Fils (seinerzeit Vorsitzender des Übergangsrats CPT), vor der Generalversammlung der Vereinten Nationen und warnte vor Fremdenfeindlichkeit und Rassismus.
Am 9. Juni 2025 setzte die Regierung der Vereinigten Staaten eine Regelung in Kraft, nach der Haitianer ohne Greencard grundsätzlich nicht mehr einreisen dürfen. Ausgenommen sind Diplomaten, Sportler zur Turnierteilnahme und Inhaber einer weiteren Staatsangehörigkeit. Die Regel gilt für Haiti und elf weitere Länder.

## Haitis Rolle im illegalen Drogenhandel
Im September 1996 unterzeichnete Haiti eine Vereinbarung mit den Vereinigten Staaten über die finanzielle Unterstützung für die haitianische Küstenwache und die Unterstützung bei sicherheitsrelevanten Maßnahmen am Flughafen von Port-au-Prince und in den Seehäfen.

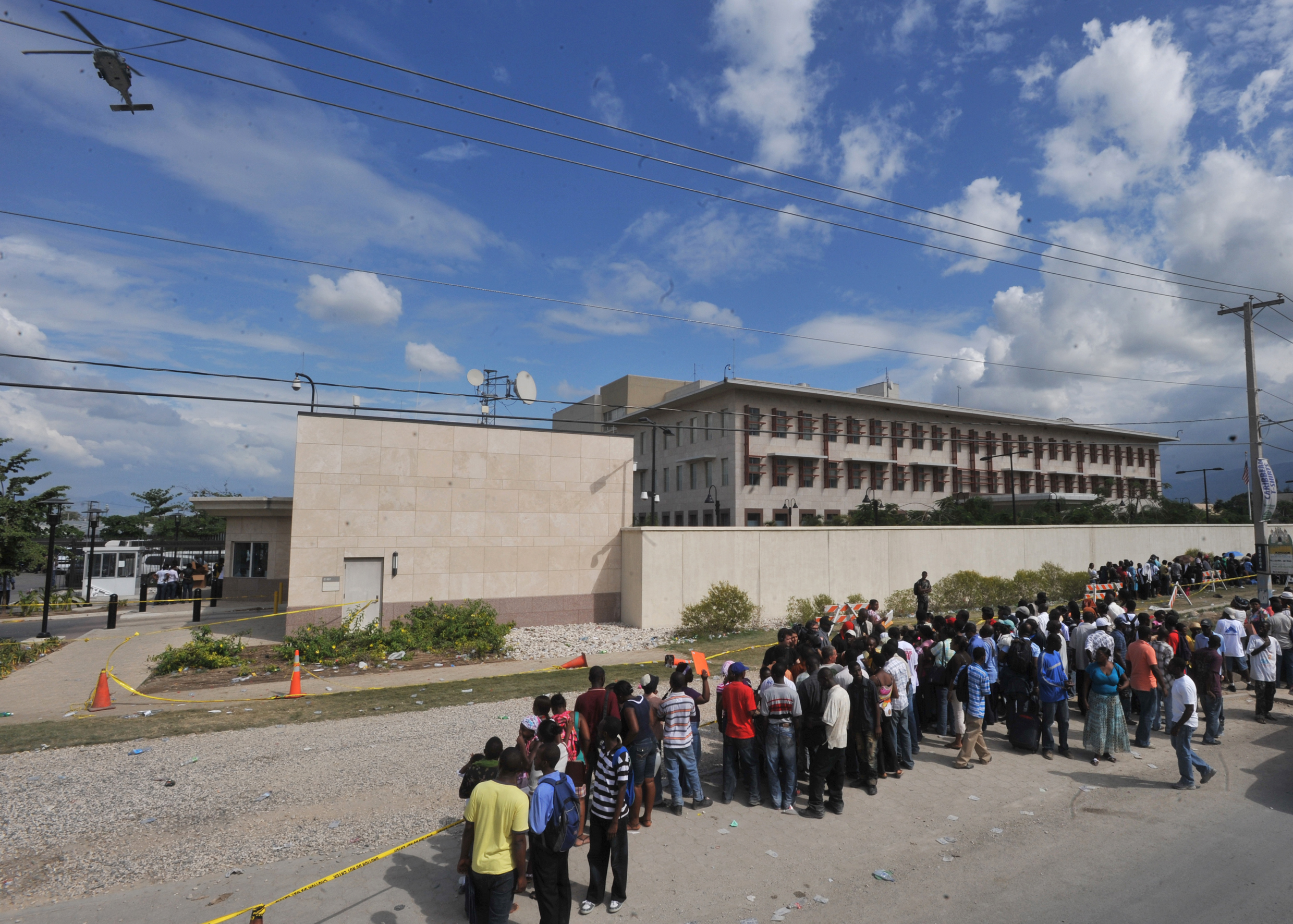
Botschaft der Vereinihgten Staaten in Port-au-Prince

Die Küstenwache nahm ihre Tätigkeit im August 1996 auf und stellte bei ihren Einsätzen größere Mengen Kokain sicher (insgesamt 938 kg in den ersten zwei Monaten ihrer Tätigkeit). Haiti begann mit den USA über ein bilaterales Abkommen zur Bekämpfung der Drogenkriminalität im Seeverkehr Gespräche zu führen. Wegen der politischen Instabilität Haitis, die nach den gescheiterten Parlamentswahlen des Jahres 1997 eintrat, kam das Abkommen zunächst nicht zustande.
Erst im Dezember 2000 ratifizierte das haitianische Parlament ein Abkommen über die Zusammenarbeit mit den Vereinigten Staaten im Seeverkehr, das am 5. November 2002 in Kraft trat. Ein weiteres Abkommen wurde am 15. Mai 2002 geschlossen und hatte die Unterstützung bei der Drogenbekämpfung zum Inhalt.

## Diplomatische Vertretungen
Die Botschaft der Vereinigten Staaten in Haitis Hauptstadt Port-au-Prince liegt im Stadtteil Tabarre in Flughafennähe.

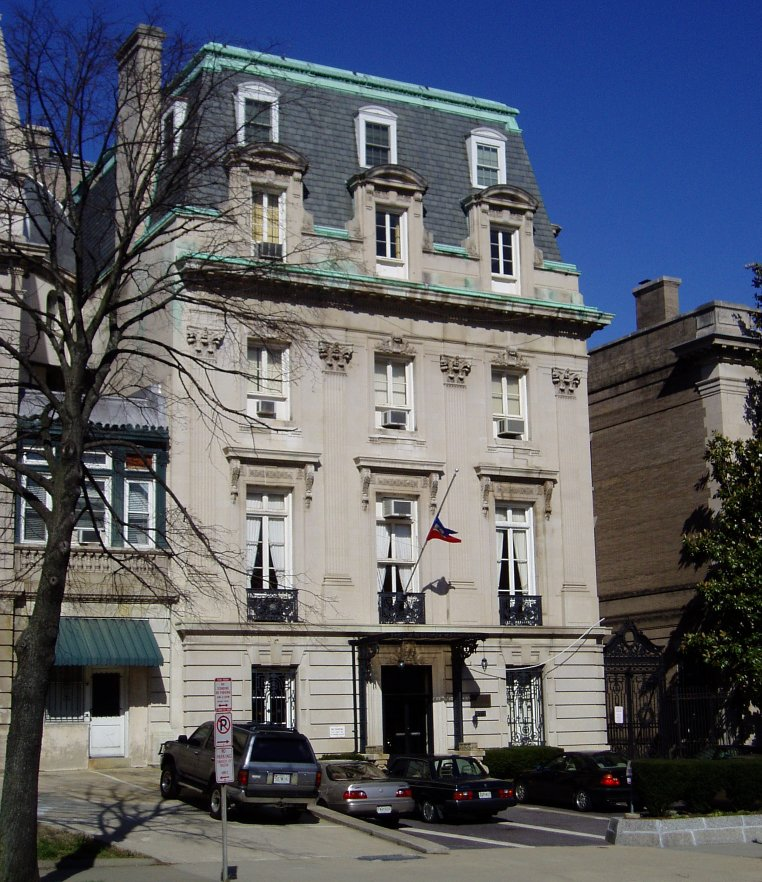
Botschaft Haitis in den Vereinigten Staaten, Washington D.C.

Die haitianische Botschaft in Washington D.C. liegt in der Massachusetts Avenue. Generalkonsulate oder Konsulate bestehen ferner in Boston, Chicago, Miami, New York, Orlando und Atlanta.